# Hereroland
Hereroland – bantustan w Afryce Południowo-Zachodniej, utworzony w 1968 roku dla Hererów.
Hereroland obejmował powierzchnię 58 9972 km² i był zamieszkany przez 44 000 ludzi. Jego stolicą była Okahandja.
Bantustan został zlikwidowany w maju 1989.

## Przywódcy Hererolandu
- 1968-1970 – Hosea Kutako
- 1970-1978 – Clemens Kapuuo
- 1978-1980 – Kuaima Riruako
- 1980-1984 – Thimoteus Tjamuaha
- 1984-1987 – Erastus Tjejamba
- 1987 – Gottlob Mbaukua
- 1987-1988 – Erastus Tjejamba
- 1988-1989 – Gottlob Mbaukua